# Argitea
Argitea (en griego, Αργιθέα) es el nombre de un municipio, unidad municipal, comunidad local y pueblo de la unidad periférica de Karditsa, en Grecia. En el año 2011, la población del municipio era de 3450 habitantes, la unidad municipal tenía 1374, la comunidad local contaba con 209 y el pueblo tenía 194. Anteriormente se llamaba Knisivoro. 

## Historia
En la unidad municipal de Argitea, a unos 2 km del pueblo de Argitea, en el pueblo de Heliniká, se encuentra el emplazamiento de la antigua ciudad de Argetia, mencionada por Tito Livio como capital de Atamania.